# Schistidium triquetrum
Schistidium triquetrum là một loài Rêu trong họ Grimmiaceae. Loài này được (Spruce) Mitt. mô tả khoa học đầu tiên năm 1851.